# Nasze Piwo Kant
Nasze Piwo Kant (kirg. Футбол клубу «Наше Пиво» Кант) – kirgiski klub piłkarski, mający siedzibę w mieście Kant, na północy kraju.

## Historia
Chronologia nazw:
- 2000: Abdysz-Ata-2 Kant (ros. «Абдыш-Ата-2» Кант)
- 20.05.2003: Nasze Piwo Kant (ros. «Наше Пиво» Кант)

Piłkarski klub Abdysz-Ata został założony w miejscowości Kant w roku 2000. W 2003 druga drużyna klubu jako Abdysz-Ata-2 Kant debiutowała w 1/32 finału Puchar Kirgistanu. 20 maja 2003 na bazie drugiej drużyny został utworzony klub Nasze Piwo Kant, który reprezentuje markę piwa "Nasze piwo" po raz pierwszy wyprodukowane w 2000 przez firmę "Abdysz-Ata". W 1/8 finału grała jeszcze druga drużyna, a już w ćwierćfinale zamienił go Nasze Piwo. Jest faktycznie farm klubem Abdysz-Ata Kant. Od 2003 zespół co roku startował w rozgrywkach o Puchar Kirgistanu. W 2005 zajął 2.miejsce w grupie północnej Pierwszej Ligi Kirgistanu.

## Sukcesy

### Trofea międzynarodowe
Nie uczestniczył w rozgrywkach azjatyckich (stan na 31-12-2015).

### Trofea krajowe
| \| \| Zdobyte trofea w rozgrywkach Kirgistanu (stan na: 31-12-2015) \| |                                                               |      |                    |
| Rozgrywki                                                              | Osiągnięcie                                                   | Razy | Sezon(y)           |
| Mistrzostwo                                                            | I miejsce                                                     | 0    |                    |
| Mistrzostwo                                                            | II miejsce                                                    | 0    |                    |
| Mistrzostwo                                                            | III miejsce                                                   | 0    |                    |
| Puchar                                                                 | zdobywca                                                      | 0    |                    |
| Puchar                                                                 | finalista                                                     | 0    |                    |
| Puchar                                                                 | finalista                                                     | 1    | 2015               |
| II liga                                                                | I miejsce                                                     | 0    |                    |
| II liga                                                                | II miejsce                                                    | 1    | 2015 (gr.północna) |
| II liga                                                                | III miejsce                                                   | 0    |                    |
| Kirgistan                                                              | Zdobyte trofea w rozgrywkach Kirgistanu (stan na: 31-12-2015) |      |                    |

## Stadion
Klub rozgrywa swoje mecze domowe na stadionie Sportkompleks Abdysz-Ata w Kant, który może pomieścić 3000 widzów.